# Brigandine (maison d'édition)
Pour les articles homonymes, voir Brigandine (homonymie).
La Brigandine est une collection qui s'intéresse à la littérature érotique.

## Histoire
Créée par Henri Veyrier en 1979, elle fut dans un premier temps appelée Bébé Noir, puis changea de nom à la suite de problème de censure. Véritable terrain de jeu et d'expérimentations, cette collection a permis à de nombreux auteurs de visiter plusieurs tendances différentes, telles que « le néo-polar, l'érotisme émancipateur, le mid-minuisme ...» La Brigandine, aujourd'hui, continue de susciter l'intérêt, autant de collectionneurs que d'universitaires.

## Éléments historiques
Près de 150 titres figurent au catalogue. Les ouvrages, généralement sous pseudonyme (Jérôme Fandor, Georges Le Gloupier, Juliette de Cherisy, Carlotta Simpson, Hurl Barbe, etc.), sont souvent d'un ton très libre, voire libertaire.
La collection Sous la Cape a entrepris la réédition de certains titres.

## Extraits du catalogue
- Hurl Barbe, Pompe le mousse, 1982, 188 p.
- Juliette de Chérisy, La Vie secrète d'Eugénie Grandet, 1981, 188 p.
- Sébastien Gargallo, Le Kamikaze de l'oncle Tom
- Georges Le Gloupier, L'Odieux tout-puissant
- Eric Guez, Le feu au culte
- Carlotta Simpson, L'Éducation gentiment sale
- Jules Veine, L'Atour Infernal